# РПГ-7
РПГ-7 (индекс ГРАУ — 6Г3) — советский ручной противотанковый гранатомёт многоразового применения. 
Предназначен для борьбы с танками, самоходными артиллерийскими установками и другой бронетехникой, может быть использован для уничтожения живой силы в укрытиях, а также для борьбы с низколетящими малоскоростными воздушными целями. Гранатомёт разработан ГСКБ-47 (ныне ГНПП «Базальт») и принят на вооружение ВС Союза ССР в 1961 году. Ведущий конструктор — Валентин Константинович Фирулин (лауреат Ленинской премии за создание данного оружия). Выпущено более 9 млн штук[уточнить]. Использовался практически во всех вооружённых конфликтах с 1968 года и до сих пор состоит на вооружении вооружённых сил многих государств и стран. Благодаря появлению новых боеприпасов РПГ-7 представляет существенную опасность и для современного вооружения и военной техники, поэтому остаётся востребованным и в XXI веке.

## История создания
РПГ-7В1
В начале 1950-х годов в систему противотанковых средств ближнего боя формирований Советской армии ВС СССР входили ручная граната РКГ-3, винтовочный гранатомёт ВГ-45, ручной противотанковый гранатомёт РПГ-2, станковый гранатомёт СГ-82 и безоткатные орудия — Б-10 и Б-11.
В 1954 году НИИ-3 Главного артиллерийского управления выдал тактико-технические требования на разработку более совершенных ручных гранатомётов.
Согласно тактико-техническому заданию ГАУ (позже ракетно-артиллерийского управления Министерства обороны СССР), планировалось разработать лёгкий динамореактивный гранатомётный комплекс на замену слегка устаревшего РПГ-2. Разработкой нового оружия занимался Красноармейский филиал Государственного союзного КБ-47 (ныне ФГУП ГНПП «Базальт», г. Москва) в тесной кооперации с ОКБ-575 Ковровского механического завода. Разработчика назначили в 1958 году.
В течение трёх лет шли проектирование, испытания и доводка до серийного производства оружия. Формально это был 40-мм гладкоствольный гранатомёт многократного использования, в расчёт которого входили стрелок и подносчик боеприпасов. Ведущую роль в создании РПГ-7 сыграли начальник и главный конструктор ОКБ-575 А. Никифоренко, главный инженер И. Потапов, начальник 5-го отдела А. Сорокин. Выстрел к гранатомёту сконструировал инженер ГСКБ-47 В. Фирулин.
Первым выпущенным образцом стал ручной противотанковый гранатомёт РПГ-7 с выстрелом ПГ-7В. Заводские испытания проведены с 25 февраля по 11 июня 1960 года. Испытания прошли успешно.
15 июня 1961 года гранатомёт РПГ-7 (индекс ГРАУ - 6Г1) был принят на вооружение Советской армии. Он до сих пор находится на вооружении ВС России. Разработка к гранатомёту выстрелов с боевой частью различного поражающего действия, усовершенствование прицельных приспособлений значительно расширили возможности гранатомёта, сделали его многоцелевым.

## Конструкция
РПГ-7 является лёгким динамореактивным (без отдачи при выстреле) оружием.
В основу гранатомёта и выстрела были положены оправдавшие себя в РПГ-2 схемы безоткатного пускового устройства многоразового применения и выстрела с надкалиберной боевой частью. Гранатомёт состоит из ствола с оптическим и механическим прицелами, ударно-спускового механизма с предохранителем, бойкового механизма.

### Ствол гранатомёта
Ствол гранатомёта состоит из трубы и патрубка и служит для направления полёта гранаты и отвода пороховых газов при выстреле. В отличие от РПГ-2, гранатомёт РПГ-7 имеет расширение ствола в его средней части — зарядную камеру — для более полного использования энергии метательного заряда, и раструб в казённой части — для обеспечения безоткатности комплекса.

### Ударно-спусковой механизм
Ударно-спусковой механизм служит для спуска курка с боевого взвода, нанесения удара по бойку и для постановки на предохранитель.

### Прицельные приспособления
Механический прицел

Сетка оптического прицела ПГО-7В
1 — шкала прицела,
2 — шкала боковых поправок,
3 — дальномерная шкала

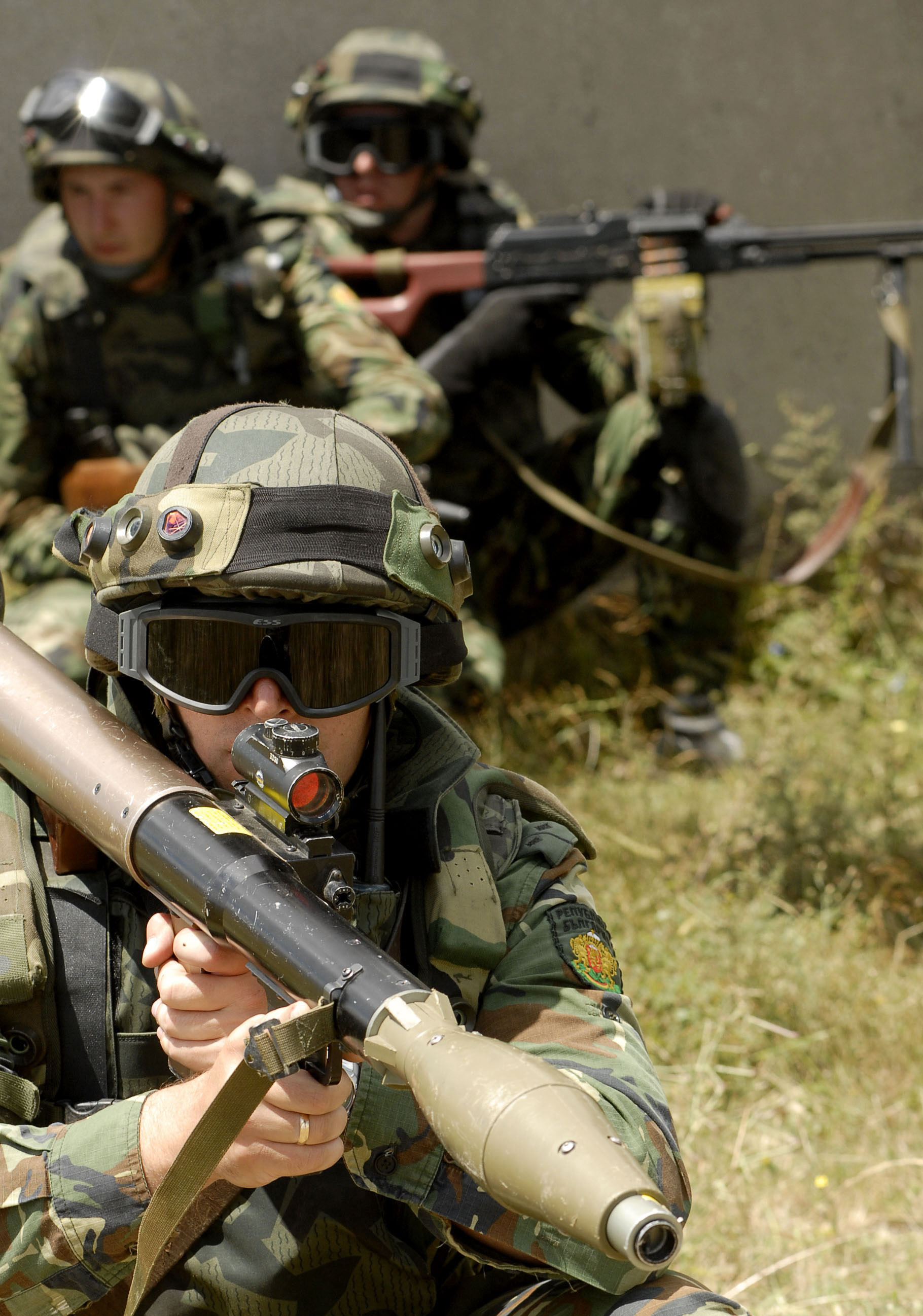
Болгарский солдат с учебной (M.I.L.E.S.) версией гранатомёта РПГ-7, оснащённой коллиматорным прицелом

Открытый механический прицел используется в случае повреждения (выхода из строя) оптического прицела.
Оптический прицел
Основным для РПГ-7 является оптический прицел ПГО-7В (или его модификации ПГО-7В2, ПГО-7В3). Оптический прицел предназначен для наблюдения за полем боя, определения дистанции до цели, введения поправок на дальность, ветер и скорость движения цели, с учётом баллистики различных боеприпасов и наведения гранатомёта на цель с учётом поправок.
Прицел представляет собой оптическую систему линз и призм, заключённую в герметичный металлический корпус, заполненный сухим азотом для предотвращения запотевания. Оптический прицел обеспечивает фиксированное видимое увеличение цели 2,7 крат. Прицел оснащён набором светофильтров, улучшающих видимость в сложных погодных условиях. Для предотвращения демаскирующих бликов от солнца и загрязнения прицел оснащён резиновым колпачком, надеваемым на объектив.
Сетка прицела ПГО-7В имеет развитую шкалу поправок, а также дальномерную шкалу, позволяющую быстро определить дальность до цели типа «танк» (высотой 2,7 м). Маховичок обеспечивает ввод углов прицеливания в пределах 0—51,2 артиллерийских единиц, а прицельная марка на сетке: 0—45,7. В условиях плохой освещённости возможна подсветка сетки прицела. Лампа подсветки использует гальванические элементы питания 2РЦ63 или AA (A316 в советской классификации) .
Прицел сохраняет свои характеристики в большом диапазоне температур (от −50 до +50 °C), а также способен выдерживать высокие механические нагрузки.
Ночной оптический прицел
Гранатомёт РПГ-7 может оснащаться ночными прицелами первого поколения (такими как специализированный гранатомётный ночной прицел ПГН-1 либо универсальным ночным прицелом НСПУМ) или ночными прицелами второго поколения НСПУ-3.
У гранатомёта с ночным прицелом дополнительно вводится механизм светоблокировки, исключающий засветку прицела пламенем собственного выстрела.
Универсальное прицельное приспособление
Универсальное прицельное приспособление представляет собой механическое устройство массой 0,55 кг для введения поправок в оптический прицел. Применяется с 2001 года в гранатомётах модификаций РПГ-7В2 (РПГ-7Д3) совместно с оптическим прицелом. Позволяет существенно увеличить прицельную дальность стрельбы термобарическими (ТБГ-7В) и осколочными (ОГ-7В) гранатами: до 550 и 700 метров, соответственно.
Другие виды прицелов
Совместно с РПГ-7 применяются также и другие прицельные приспособления (в том числе и кустарного производства): от самодельных механических прицелов взамен повреждённых оригинальных, до высокотехнологичных лазерных и коллиматорных прицелов. Большинство подобных устройств не позволяет вводить поправки на дальность и движение цели, поэтому эффективно лишь на малых дальностях.

## Модификации

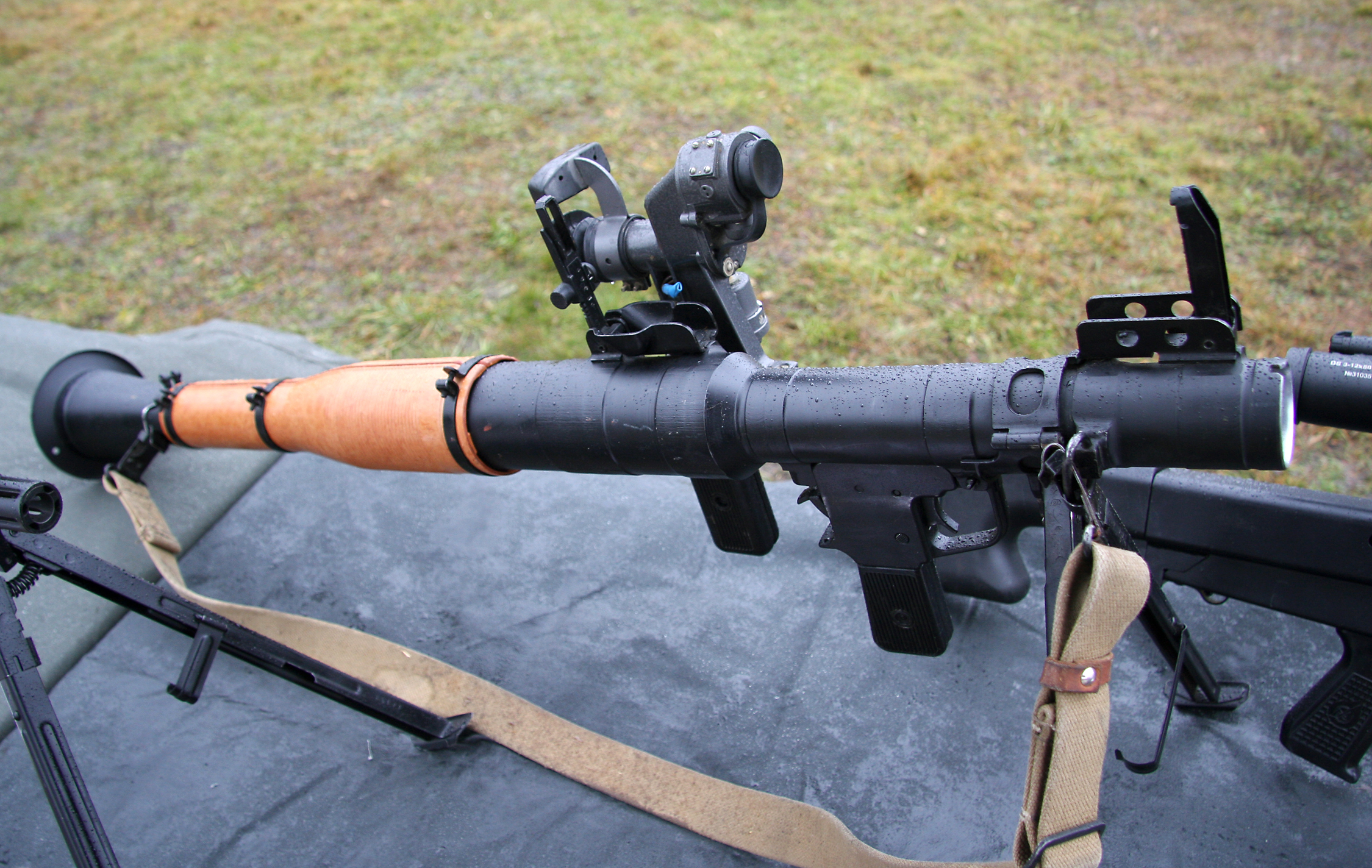
РПГ-7В.

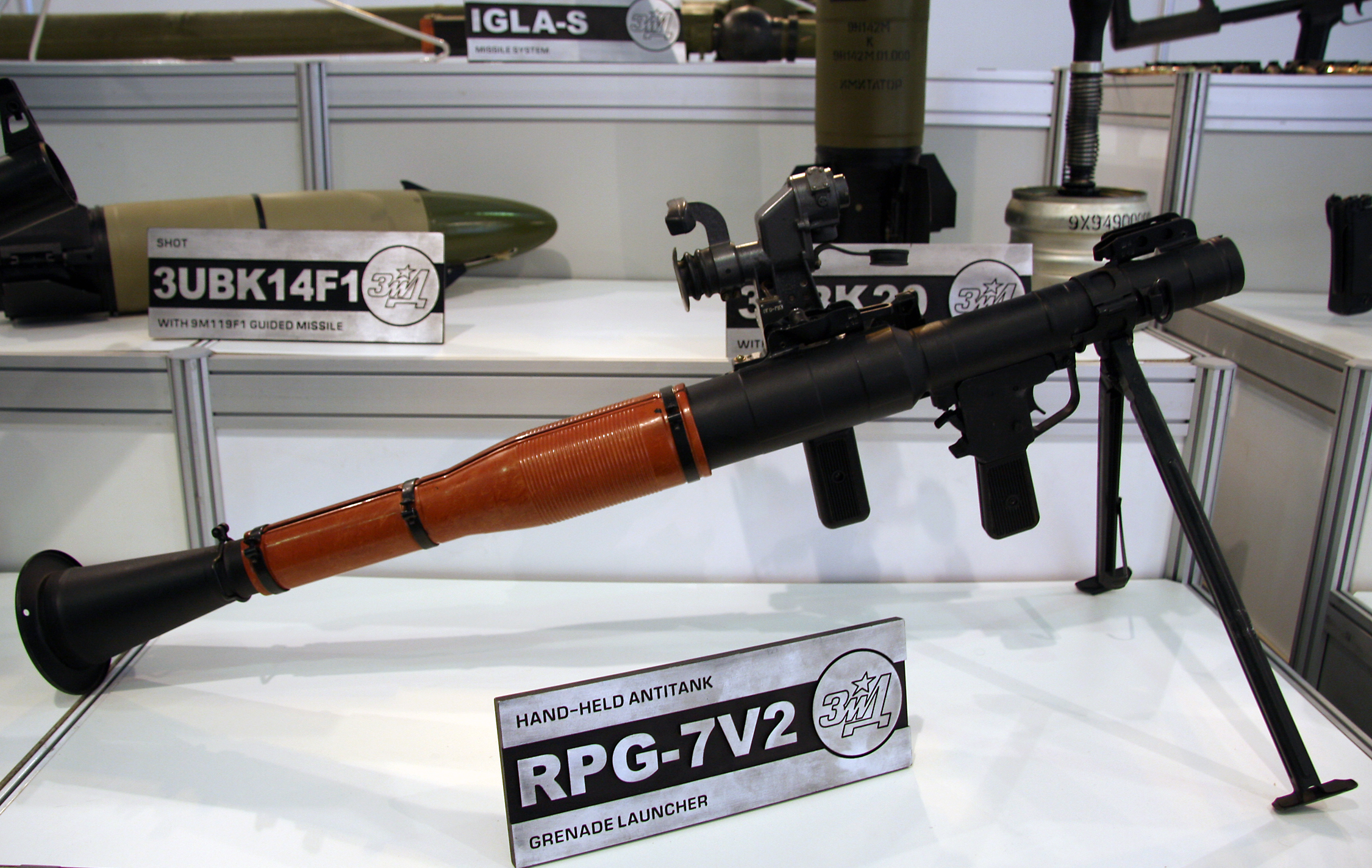
РПГ-7В2.

На основе базового варианта РПГ-7 был создан облегчённый десантный вариант гранатомёта с разъёмным стволом, а также ряд модификаций, отличающихся прицельными приспособлениями:
РПГ-7 (индекс ГРАУ — 6Г3)
Первая модель, принятая на вооружение в 1961 году. Оснащался оптическим прицелом ПГО-7.
РПГ-7В (индекс ГРАУ — 6Г3)
уже в начале 1960-х годов РПГ-7 стал оснащаться прицелом ПГО-7В с откорректированными углами прицеливания, и с тех пор назывался РПГ-7В.
РПГ-7Д (индекс ГРАУ — 6Г5)
десантный вариант, с разъёмным стволом и сошкой. Принят на вооружение в 1963 году.
РПГ-7Н / РПГ-7ДН (индекс ГРАУ — 6Г3 и 6Г5)
модификации РПГ-7В и РПГ-7Д, оснащённые ночными прицелами ПГН-1, НСПУ, или НСПУМ (индекс ГРАУ - 1ПН58)
РПГ-7В1 (индекс ГРАУ — 6Г3-1)
модификация 1988 года с оптическим прицелом ПГО-7В3, прицельная шкала которого рассчитана на стрельбу новыми выстрелами ПГ-7ВР и ТБГ-7В, наряду со всеми старыми выстрелами. Также добавлена съёмная сошка
РПГ-7Д1 (индекс ГРАУ — 6Г5М)
модификация 1988 года десантного варианта гранатомёта с установкой прицела ПГО-7В3
РПГ-7В2 (индекс ГРАУ — 6Г3-2)
модификация 2001 года с универсальным прицельным приспособлением УП-7В
РПГ-7В2 «Гая»
азербайджанская модификация 2012 года с оптическим прицелом
РПГ-7Д2 (индекс ГРАУ — 6Г5М2)
модификация 2001 года десантного варианта с универсальным прицельным приспособлением УП-7В
РПГ-7Д3 (индекс ГРАУ — 6Г5М3)
модификация 2001 года, десантный вариант РПГ-7В2
Airtronic USA RPG-7
клон РПГ-7 производства США. По данным на 2013 год находится на вооружении сил специальных операций Перу.
Airtronic USA Mk.777
клон РПГ-7 производства США, облегчённый до 3,5 кг. Ресурс порядка 500—1000 выстрелов.

## Боеприпасы для РПГ-7

### Устройство боеприпасов РПГ-7
Первоначально для РПГ-7 предназначался только один тип боеприпасов — активно-реактивный выстрел ПГ-7В с кумулятивной гранатой калибра 85 мм и бронепробиваемостью около 260 мм. Позже сфера применения РПГ в локальных военных конфликтах претерпела большие изменения, поэтому семейство гранатомётных боеприпасов стало расширяться. В конце 1980-х годов под РПГ-7 стали разрабатываться гранаты разных типов для уничтожения живой силы противника, находящейся как в лёгких полевых укрытиях, так и в сооружениях городского типа. Появились осколочно-фугасные, термобарические (объёмно-детонирующие) и зажигательные.
Несмотря на разнообразие существующих боеприпасов для РПГ-7, все они имеют схожую конструкцию, отличаясь типом и строением боевой части.
Боеприпас делится на три части, собирающиеся на разъемных соединениях. Как правило, боеприпас поставляется с соединенными головной и двигательной частями, в процессе подготовки выстрела к ним присоединяется вышибной заряд.
- Головная боевая часть.
- Центральная часть с маршевым реактивным двигателем. Маршевый двигатель запускается после раскрытия стабилизаторов на вышибном заряде.
- Вышибной заряд с раскрывающимися аэродинамическими стабилизаторами. Вышибной заряд обеспечивает выход боеприпаса из трубы гранатомёта. Сгорающая гильза заряда высвобождает лепестки стабилизатора.

| Iголовная часть 1головная часть взрывателя 2токопроводящий конус 3обтекатель 4кумулятивная воронка 5корпус 6разрывной заряд 7проводник 8донная часть взрывателя | IIреактивный двигатель 9сопловой блок 10сопло 11корпус реактивного двигателя 12пороховой заряд реактивного двигателя 13дно ракетного двигателя 14капсюль-воспламенитель | IIIвышибной заряд 15перьевой стабилизатор 16гильза из бумаги 17пороховой заряд 18турбинка 19трассёр 20пыж из пенопласта |

### Номенклатура гранат для РПГ-7
Сам гранатомёт мало изменился, но для него разработаны гранаты самых различных типов: кумулятивные противотанковые, в том числе тандемные, осколочно-фугасные противопехотные, термобарические (объёмно-детонирующие), зажигательные, а также учебные и гранаты других типов.
| Год  | Индекс выстрела / индекс ГРАУ) | Изображение | Тип боевой части       | Масса выстрела, кг | Калибр головной части, мм | Бронепробиваемость, мм | Начальная скорость гранаты, м/с | Прицельная дальность, м |
| ---- | ------------------------------ | ----------- | ---------------------- | ------------------ | ------------------------- | --- | ------------------------------- | ----------------------- |
| 1961 | ПГ-7В / 7П1                    |             | кумулятивная           | 2,2                | 85                        | 260 | 120                             | 500                     |
| 1969 | ПГ-7ВМ / 7П6                   |             | кумулятивная           | 2                  | 70                        | 300 | 140                             | 500                     |
| 1972 | ПГ-7ВС / 7П13                  |             | кумулятивная           | 2                  | 72                        | 400 | 140                             | 500                     |
| 1974 | ПГ-7ВС1 / 7П19                 |             | кумулятивная           | 2                  | 72                        | 360 | 140                             | 500                     |
| 1977 | ПГ-7ВЛ «Луч» / 7П16            |             | кумулятивная           | 2,6                | 93                        | 500 | 112                             | 300                     |
| 1988 | ПГ-7ВР «Резюме» / 7П28         |             | тандемная кумулятивная | 4,5                | 64 / 105 (или 65 / 105)   | свыше 600 (ДЗ + 650) | 100                             | 200 (550 с УП-7В)       |
| 1988 | ТБГ-7В «Танин» / 7П33          |             | термобарическая        | 4,5                | 105                       | н/д радиус поражения живой силы: 10 м радиус поражения в целом: до 200 м | 100                             | 200 (550 с УП-7В)       |
| 1999 | ОГ-7В «Осколок» / 7П50         |             | осколочная             | 2                  | 40                        | н/д Масса ВВ 0,4 кг, 1000 осколков. Площадь поражения 150 м². Радиус поражения 70 м                                                                                                   | 120                             | 350 (700 с УП-7В)       |
| 1999 | ОГ-7ВМ / 7П50                  |             | осколочная             | 1.750              | 40                        | н/д Масса ВВ 0,4 кг, 850 осколков. Площадь поражения 150 м². | 145                             | 350 (700 с УП-7В)       |
| 2013 | ГШ-7ВТ                         |             | штурмовая              | 4,5                | 105                       | 50 предназначен для поражения живой силы противника за преградами, пробивает кирпичную кладку до 45 см, бетонные стены до 25 см. Также служит для поражения не бронированной техники. |                                 | 150                     |

## Применение

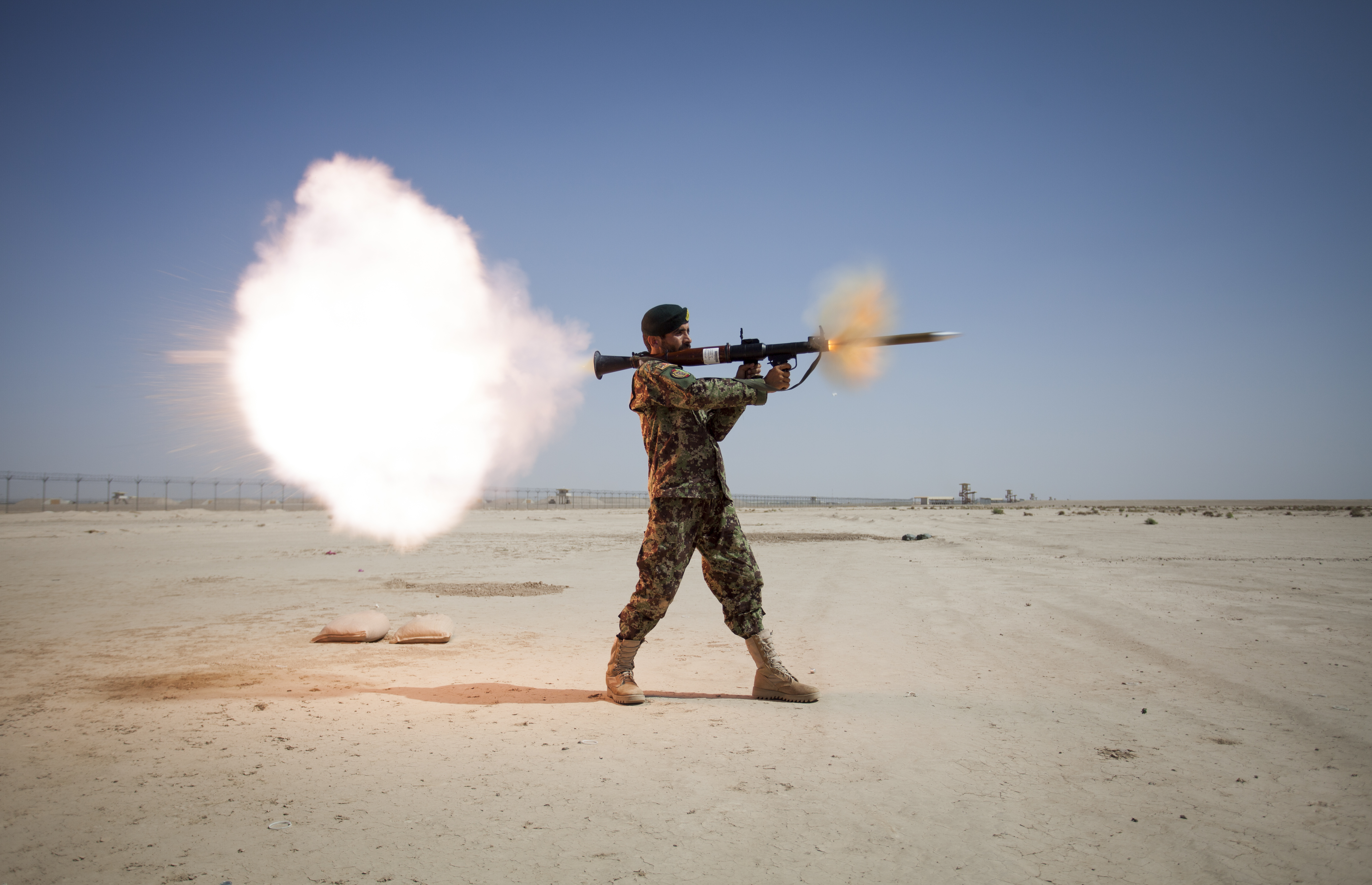
Афганская армия. 2013 год

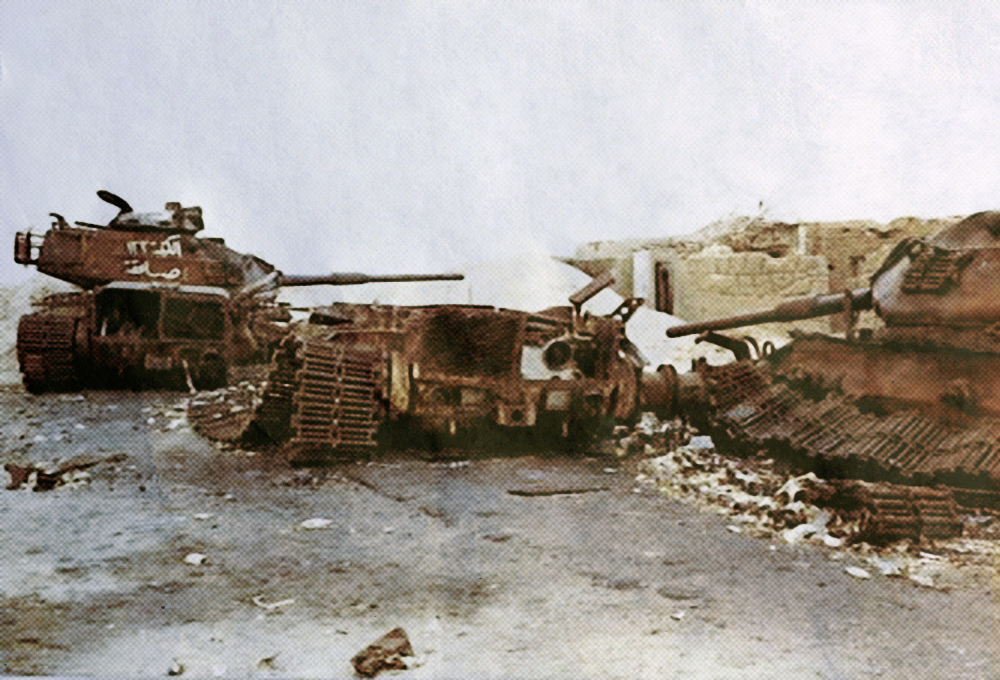
Израильские танки M60, уничтоженные египетскими коммандос с помощью РПГ-7 во время войны Судного дня

### Тактика применения
Основной целью поражения гранатомётом РПГ-7 является бронетехника противника (как правило, танки). Дальность прямого выстрела по цели высотой 2 метра — 330 метров. К дополнительным целям можно отнести укрепления и огневые точки противника. Огонь из РПГ-7 по открыто стоящим отдельным живым целям не ведётся ввиду низкой эффективности и нецелесообразности, однако может вестись по укрывшимся в зданиях или иных сооружениях, либо по большим скоплениям пехоты. Гранатомётом РПГ-7 эффективно может пользоваться один человек, однако штатный расчёт, как правило, состоит из двух человек — стрелка и подносчика боеприпасов.
На испытаниях прицельная дальность стрельбы по бронецелям составила 500 м, эффективная – до 300 м.

### Боевое применение
Боевое крещение РПГ-7 состоялось в 1968 году во Вьетнаме. В ходе «Тетского наступления» гранатомётчики с успехом поражали американские танки M48, а также другую гусеничную бронетехнику (M41, M113 и т. д.). Как указывал полковник армии США Фредерик Ольдинский, служивший во Вьетнаме инструктором, если гранаты РПГ-2 в большинстве случаев броня M48 выдерживала, то попадание из РПГ-7 в любую точку танка пробивало броню. Попадание из РПГ в танки M48A1 с бензиновыми двигателями приводило к тяжёлым потерям американских танкистов.
Успешно применялся в войне Судного дня в 1973 году. От огня РПГ было потеряно 10 % израильских танков, то есть более 100 машин. С тех пор он активно применялся практически во всех вооружённых конфликтах и локальных войнах, что обусловлено прежде всего его простотой, надёжностью при значительной эффективности.
Опыт войны СССР в Афганистане показал, что советские танки Т-55 и Т-62 могут поражаться РПГ-7 даже в лоб. Относительно тонкую броню бортов, крыши и кормы танков гранатомёт пробивал легко.

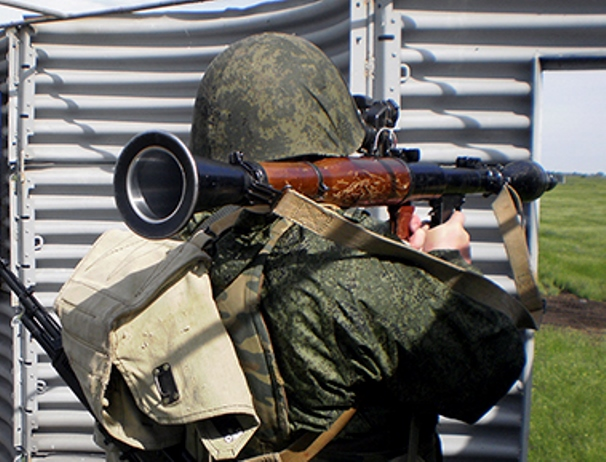
Сопло гранатомёта РПГ-7

Применялся РПГ-7 и в различных войнах в Латинской Америке. 5 октября 1986 года, во время гражданской войны в Никарагуа, был сбит военно-транспортный самолёт C-123 Provider. Был взят в плен один член экипажа - гражданин США и выяснилось, что в уничтоженном гражданском самолёте перевозился груз оружия по заданию ЦРУ, включая 60 гранатомётов РПГ-7, предназначавшихся для боевиков Контрас.
Особой популярностью он пользуется в локальных конфликтах по всей планете. Более половины потерь американской армии в Ираке пришлось на потери от РПГ-7. Лёгкая бронированная техника (вроде «Хамви») не имеет шансов противостоять выстрелу из РПГ-7. Опыт первой чеченской войны показал, что в 95 % случаев попадание гранаты РПГ-7 в БМП-1 и БМП-2 приводит к сквозному пробитию брони. Как лёгкое и относительно мощное оружие РПГ-7 используется также для поражения живой силы противника. С целью повышения эффективности поражения кумулятивного заряда, неприспособленного для борьбы с живой силой, чеченские боевики прикрепляли к гранате РПГ тротиловые шашки, также мог заливаться бензин в кумулятивную воронку гранаты. Эффективны РПГ-7 и против живой силы в укрытиях: блок-постах и строениях. Во время войны в Чечне именно вокруг РПГ-7 строилась тактика нападения боевиков: боевик с РПГ-7 вёл огонь по боевой технике, его прикрывали один-два автоматчика, пулемётчик отсекал помощь и не давал эвакуироваться из повреждённой боевой техники, а снайпер из СВД вёл прицельный огонь по средствам наблюдения и связи танка и другой бронетехники.
Постепенно РПГ-7 со старыми типами выстрелов (такими как ПГ-7В) теряют эффективность против современных[когда?] основных боевых танков, что связано в первую очередь с развитием динамической защиты. Так, во время первой чеченской кампании на поражение одного танка Т-80 требовалось в среднем 7—8 попаданий РПГ-7 (зафиксированы два случая, когда российские танки Т-80БВ выдерживали 18 попаданий из РПГ). Случаев пробития лобовой брони федеральных Т-72 и Т-80 неизвестно; во время вторжения в Ирак в 2003 году один из британских танков «Челленджер 2» получил 15 попаданий противотанковых гранатомётов без пробития брони. Но, с другой стороны, несколько американских танков M1 Abrams были подбиты в Ираке из РПГ-7 в корму и борта МТО. Выведение из строя танка «Абрамс» происходило в более чем половине случаев при попадании гранаты в борт. В то же время известен случай, когда «Абрамс» получил от 14 до 18 попаданий из РПГ в одном бою, но продолжил участвовать в боевых действиях. Во многих других странах, эксплуатирующих РПГ-7, единственными доступными боеприпасами к нему остаются устаревшие ПГ-7В и ПГ-7ВМ.
 РПГ-7 против авиации
Несмотря на то, что изначально этот гранатомёт был создан для поражения наземной бронетехники, он довольно часто используется для уничтожения воздушных целей. Известно множество случаев успешного применения РПГ-7 против авиации. Как указывал американский военный специалист Гордон Л. Роттман, гранатомёты РПГ-7 сбили гораздо больше летательных аппаратов, чем специализированные системы, такие как ПЗРК «Стингер» или «Стрела-2».
Первые случаи применения произошли во время войны во Вьетнаме. Всего за годы войны северовьетнамцы из РПГ-7 и РПГ-2 сбили 128 вертолётов противника.
14 августа 1974 года зимбабвийские повстанцы из РПГ-7 сбили южноафриканский вертолёт «Алуэтт» III.
В ходе войны в Анголе кубинцы активно проводили операции в тылу противника. 22 декабря 1975 года на плоскогорье Киссобы в районе Селы отряд из 12 кубинских спецназовцев атаковал юаровский наблюдательный пост. Кубинские снайперы из оружия с глушителями убили нескольких юаровцев. Не видевший нападавших противник открыл беспорядочный огонь во все стороны и вызвал на помощь вертолёты. Они пронеслись на большой скорости над засевшими в кустах кубинцами, не обнаружив их. Кубинский боец выстрелил из РПГ-7 по SA.330 «Пума». У вертолёта оторвалась хвостовая балка, и он упал на землю. Второй вертолёт, когда увидел, что сбили первого, полетел как раз в ту сторону, где находились кубинцы. По нему выстрелили, он загорелся и упал в лагуну. В этом бою юаровцы потеряли 14 человек убитыми и два вертолёта, спецназовцы потеряли всего одного солдата.
30 мая 1977 года выстрелом из РПГ-7 над Мозамбиком был сбит родезийский военно-транспортный самолёт C-47 «Дакота».
28 июля 1978 года родезийский вертолёт Sud-Aviation Alouette III был сбит из РПГ-7 над районом Чиоко, Мозамбик, экипаж погиб.
7 апреля 1979 года танзанийские войска выстрелом из РПГ-7 сбили над Угандой ливийский военно-транспортный самолёт C-130 «Геркулес». Это был самый крупный летательный аппарат, сбитый из гранатомёта.
5 сентября 1979 года, во время войны в Южной Родезии, партизаны выстрелом из РПГ-7 сбили родезийский вертолёт UH-1 «Ирокез». На следующий день из РПГ-7 был сбит южноафриканский вертолёт SA.330 «Пума», граната взорвалась за креслом пилота и убила 14 зимбабво-родезийских коммандос и южноафриканских пилотов на борту.
23 июня 1980 года во время операции «Скептик» южноафриканский вертолёт «Алуэтт» III был сбит из РПГ-7 над Анголой.
9 августа 1982 года во время операции «Meebos» над южной частью Анголы бойцами СВАПО из РПГ-7 был сбит южноафриканский вертолёт SA.330 «Пума». Все три члена экипажа и 12 десантников были убиты.
3 июля 1984 года в ходе Афганской войны моджахеды выстрелом из РПГ-7 поразили советский ударный вертолёт Ми-24, убив командира экипажа. Вертолёт разбился при попытке совершить вынужденную посадку.
9 января 1986 года в Афганистане при высадке десанта у кишлака Бар-Кошмунд в советский Ми-8 (пилот А. Тарасов) попала граната из РПГ-7. Ми-8 выдержал попадание, провёл десантирование и своим ходом вернулся на аэродром.
10 марта 1987 года в Афганистане во время операции «Круг» в районе Джикдалай советский Ми-24 получил попадание гранаты РПГ-7. Пилот капитан А. Киселевич смог на повреждённой машине вернуться на аэродром.
18 мая 1985 года в Афганистане советский военно-транспортный вертолёт Ми-6, перевозивший большую группу афганских комсомольских активистов, был поражён гранатой РПГ-7. Правый лётчик и штурман погибли, выпрыгнув с парашютом. Командир экипажа сумел посадить горящую машину, однако покидавшие её люди попали в засаду и были почти все перебиты моджахедами. Прибывшей на место катастрофы бронегруппе удалось спасти лишь несколько человек.

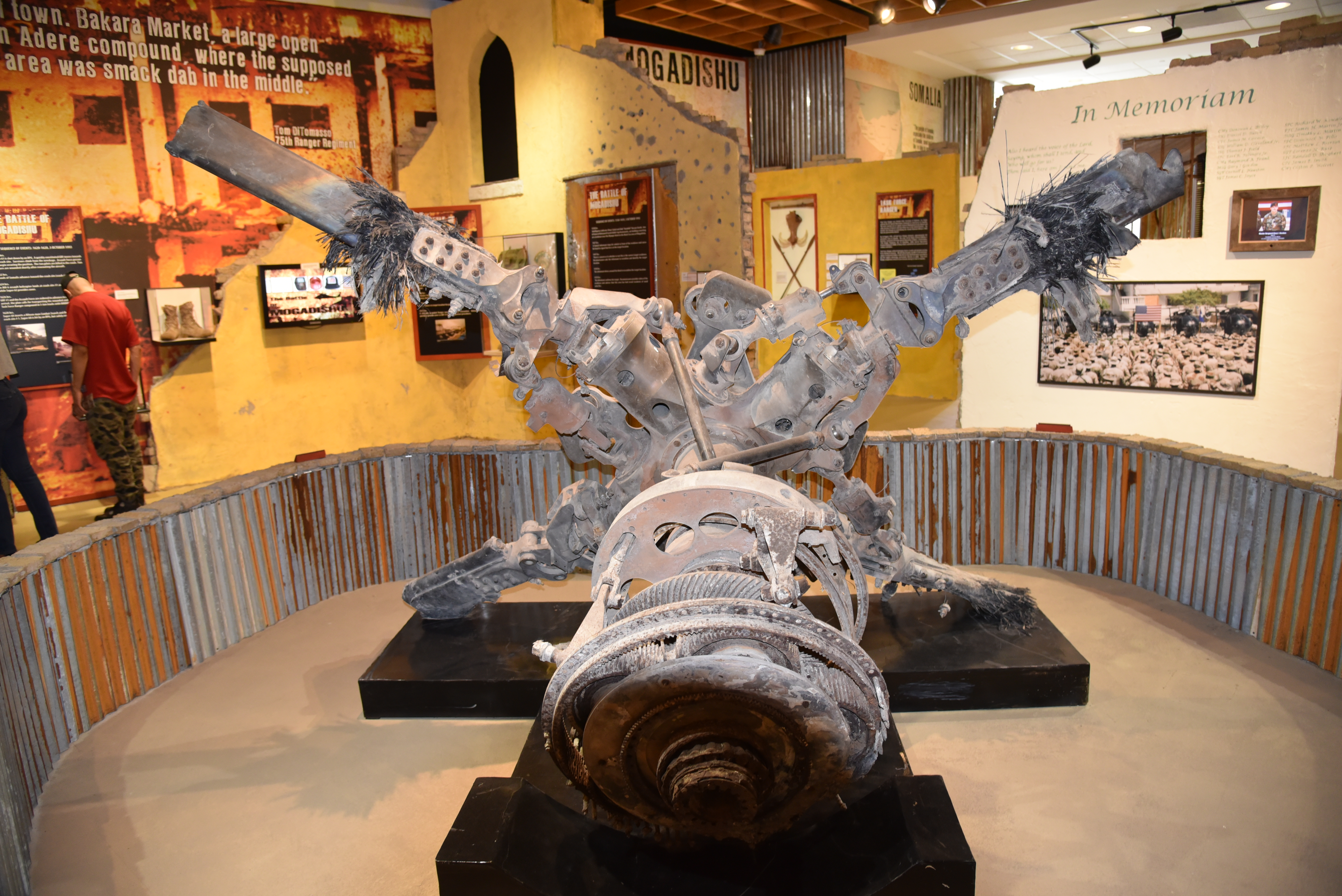
Обломок американского вертолёта UH-60 «Чёрный Ястреб», сбитого выстрелом из гранатомёта РПГ-7 в сентябре 1993 года

1 апреля 1988 года курды из РПГ-7 сбили турецкий полицейский вертолёт UH-1 «Ирокез», лётчик погиб.
11 октября 1992 года во время рейда абхазской ДРГ на аэродром Сухуми-Бабушара выстрелом из РПГ-7 был поражён стоящий на земле грузинский вертолёт. В результате попадания двое были убиты и трое ранено, вертолёт восстановлению не подлежал.
25 сентября 1993 года во время сражения за Могадишо огнём РПГ-7 был сбит американский вертолёт UH-60 «Чёрный Ястреб». 3 октября сомалийцы из РПГ-7 сбили ещё два MH-60L.
В ходе Первой чеченской войны 20 декабря 1994 года вертолёт Ми-8МТВ-2 ВВ МВД России был сбит выстрелом из РПГ[какого?] во время эвакуации в районе станицы Петропавловская, погибли 5 человек. 5 января 1995 года вертолёт Ми-8 ВВ МВД России был сбит выстрелом из РПГ[какого?] в районе Каргалинской плотины, выполняя атаку наземных целей, погибли 4 члена экипажа.
24 марта 2003 года, в Ираке, три американских AH-64 «Апач» были подбиты из РПГ-7, первый подбитый вертолёт совершил вынужденную посадку и был захвачен иракцами, ещё один после возвращения был списан из-за повреждений.
28 июня 2005 года афганские моджахеды из РПГ-7 сбили американский вертолёт CH-47 «Чинук», все 16 американских солдат, находившихся на борту, погибли.
6 августа 2011 года талибы из РПГ-7 сбили американский вертолёт «Чинук», погибло 30 американских и 8 афганских солдат.
1 мая 2015 года в мексиканском городе Халиско во время полицейской спецоперации, огнём из гранатомёта РПГ-7, ведущегося на ходу из пикапа, был сбит мексиканский вертолёт Eurocopter EC725. Было убито 9 членов экипажа.
Во время вооружённых столкновений в Нагорном Карабахе 2 апреля 2016 года, Mi-24G «Super Hind» ВВС Азербайджана был сбит военнослужащим армии обороны непризнанной Нагорно-Карабахской республики из РПГ-7. Погибли три члена экипажа.

## Эксплуатанты

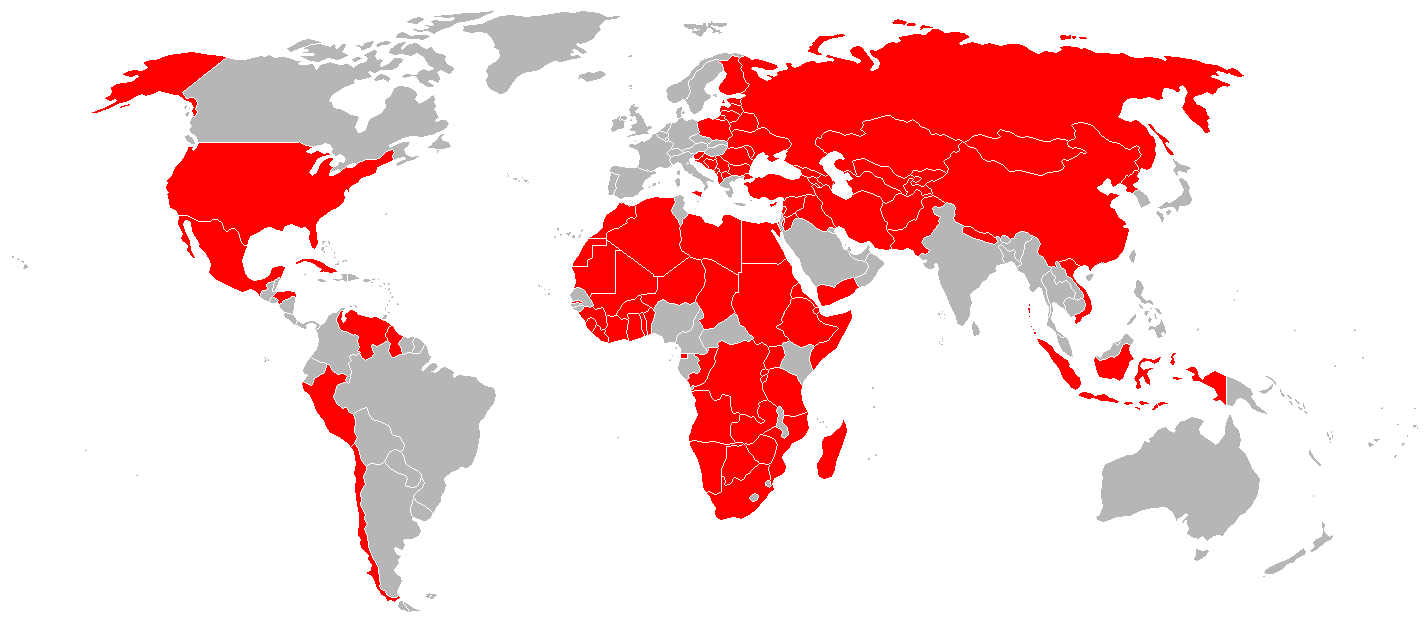
Страны, использующие РПГ-7

| - Республика Абхазия - Азербайджан - Албания - Алжир - Ангола - Армения - Афганистан - Беларусь - Бенин - Буркина-Фасо - Бурунди - Болгария производится корпорацией Арсенал как ATGL-L. - Венесуэла - Вьетнам - Гамбия - Гана - Гвинея - Гвинея-Бисау - Экваториальная Гвинея - Грузия копия гранатомёта производится научно-техническим центром «Дельта», под названием RPG 7G. - Египет Копия производится предприятием Sakr, под названием Sakr RPG 7. | - Эритрея - Эстония - Эфиопия - Замбия - Зимбабве - Израиль - Индонезия - Ирак Копия «Al-Nasirah». Названа в честь Назарета. - Иран Производится компанией DIO под названием DIO RPG-7 Saghegh. Также производится укороченная и облегчённая версия для спецподразделений. - Северная Ирландия - Йемен - Иордания - Кабо-Верде - Казахстан - Камбоджа - Канада - Кипр 850 - Кыргызстан - Китай копия гранатомёта производится для Народно-освободительной армии Китая как Type 69 RPG(от РПГ-7 отличается на 4 см меньшей длиной, а также отсутствием задней рукоятки). - Республика Конго - ДР Конго - КНДР | - Косово - Кот-д’Ивуар - Куба - Латвия - Либерия - Ливия 2300 - Ливан 3250 - Литва 403 - Мавритания 48 - Мадагаскар - Северная Македония - Малайзия 584 - Мальдивы - Мали - Мальта - Марокко - Мексика - Мьянма - Мозамбик - Молдова - помимо РПГ-7 советского производства на вооружении находятся AG-7 производства Румынии - Монголия | - Намибия - Непал - Нигер - Никарагуа - Пакистан - Перу - Польша - Приднестровье - Руанда - Россия - Румыния копия гранатомёта была произведена на Carfil SA как AG-7. - Сейшельские Острова - Сирия - Сьерра-Леоне - Словакия - Словения - Сомали - Сомалиленд - Судан копия гранатомёта произведена Military Industry Corporation как Sinar. | - Сербия - США - Таджикистан - Таиланд - Танзания - Того - Туркменистан - Турция - Уганда - Узбекистан - Украина - Венгрия - Филиппины - Финляндия - Хорватия - ЦАР - Чад - Чехия - Черногория - Чили - Шри-Ланка - Южно-Африканская Республика - Южная Осетия |

Также РПГ-7 используется незаконными вооружёнными формированиями и организованной преступностью практически во всех странах мира.
С 1972 года РПГ-7 состоит на вооружении Ирландской Республиканской Армии.

## Оценка гранатомёта
К концу 1980-х годов РПГ-7, его модификации и копии, находились на вооружении более 40 стран мира.

### Достоинства
- Надёжность
- Дешевизна
- Простота применения
- Нет отдачи при выстреле

- Сравнение популярных моделей гранатомётов

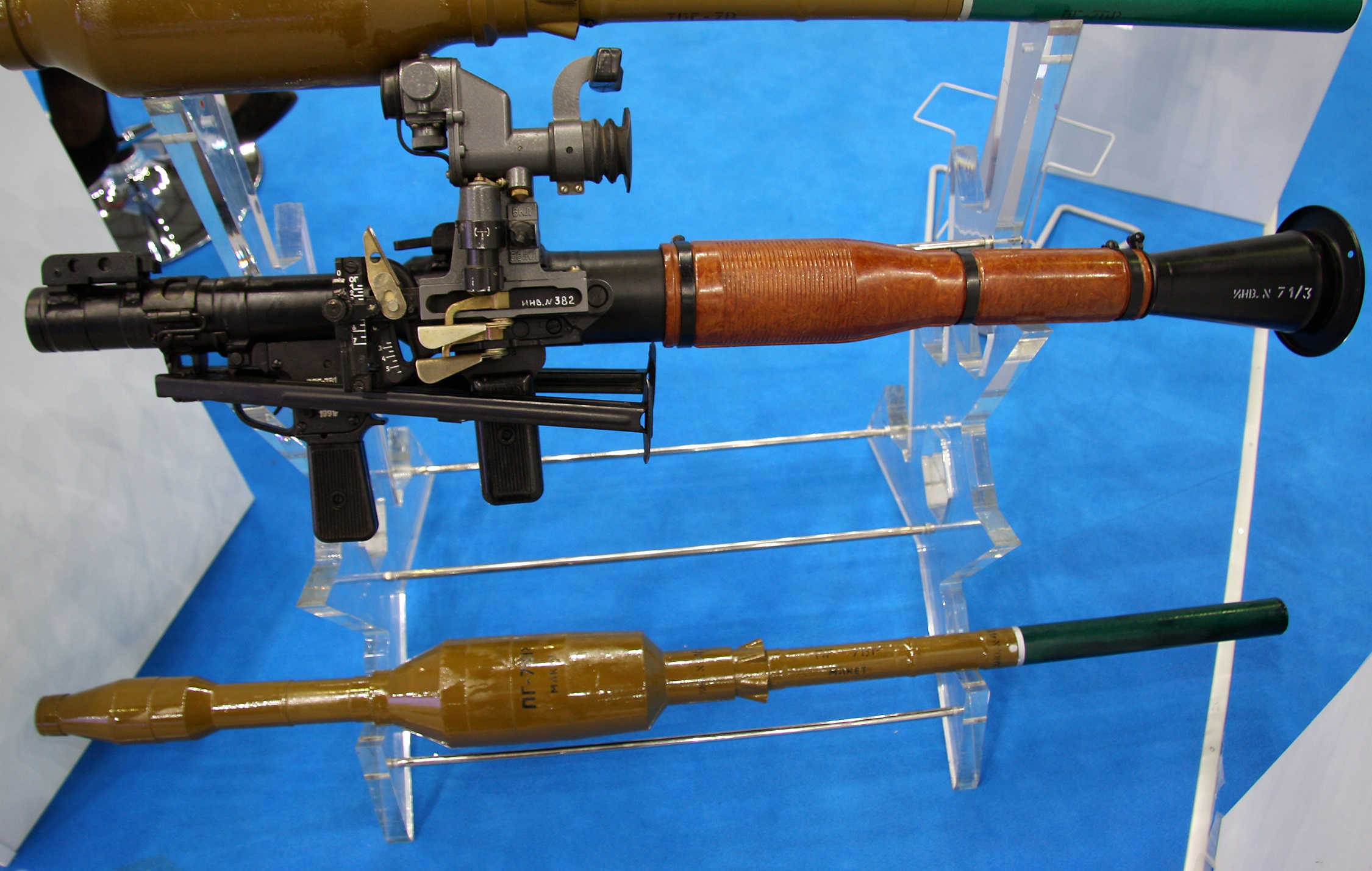

| Государство Модель оружия | Калибр | Начальная скорость | Боеголовка                       | Бронепробиваемость (оценка) | Дальнобойность | Кратность оптического прицела |
| ------------------------- | ------ | ------------------ | -------------------------------- | --------------------------- | -------------- | ----------------------------- |
| M67                       | 90 мм  | 213 м/сек.         | 3,06 кг (кумулятивный боеприпас) | 350 мм                      | 400 м          | 3X                            |
| M2 Carl Gustaf            | 84 мм  | 310 м/сек.         | 1,70 кг (кумулятивный боеприпас) | 400 мм                      | 450 м          | 2X                            |
| LRAC F1                   | 89 мм  | 300 м/сек.         | 2,20 кг (кумулятивный боеприпас) | 400 мм                      | 600 м          | н/д                           |
| РПГ-7                     | 40 мм  | 120 м/сек.         | 2,60 кг (кумулятивный боеприпас) | 500 мм                      | 500 м          | 2,7X                          |
| B-300                     | 82 мм  | 280 м/сек.         | 3,00 кг (кумулятивный боеприпас) | 400 мм                      | 400 м          | н/д                           |

## Галерея

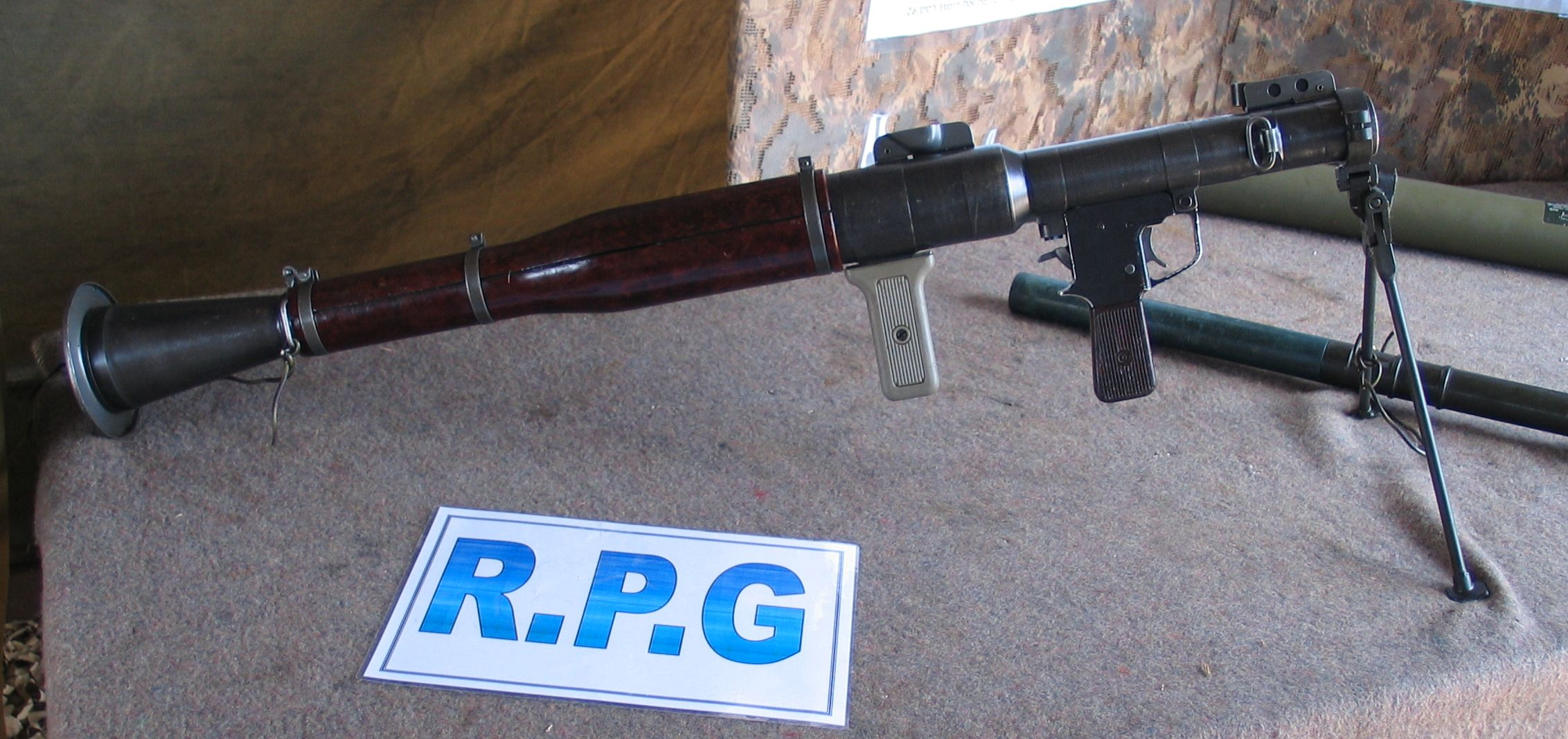
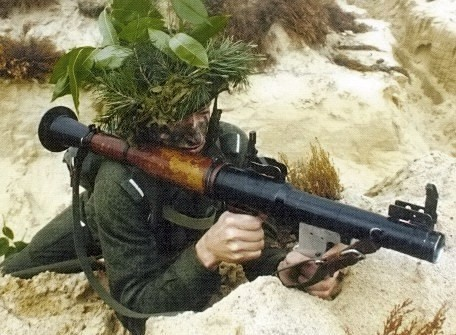
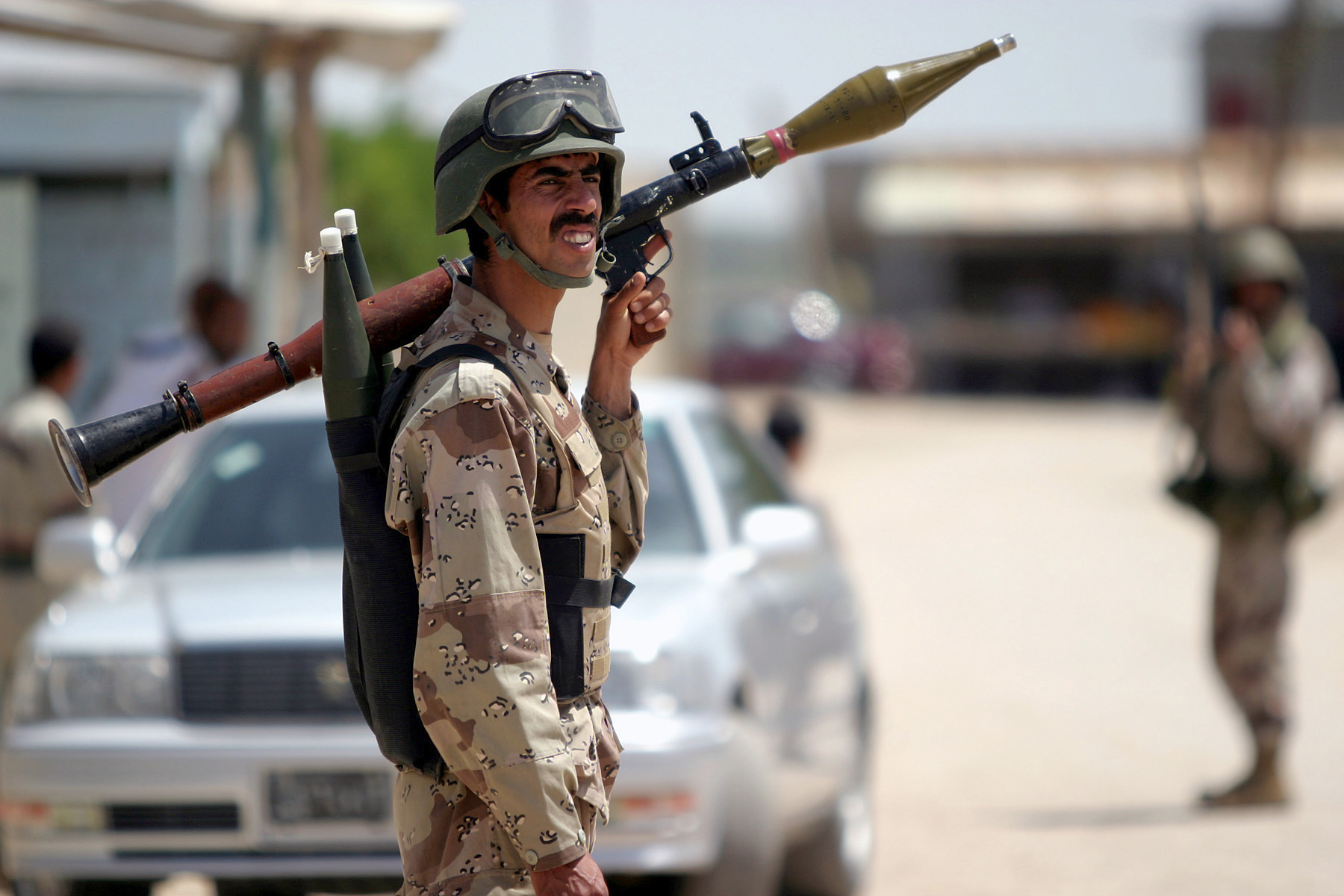
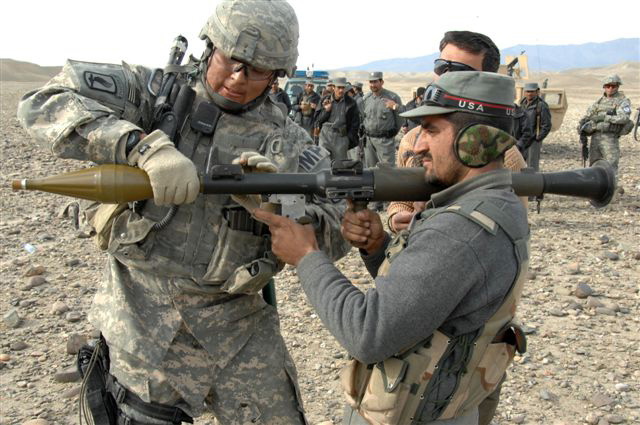
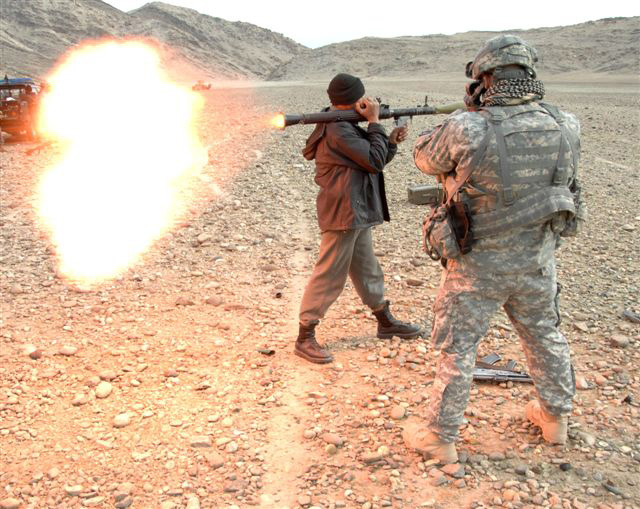
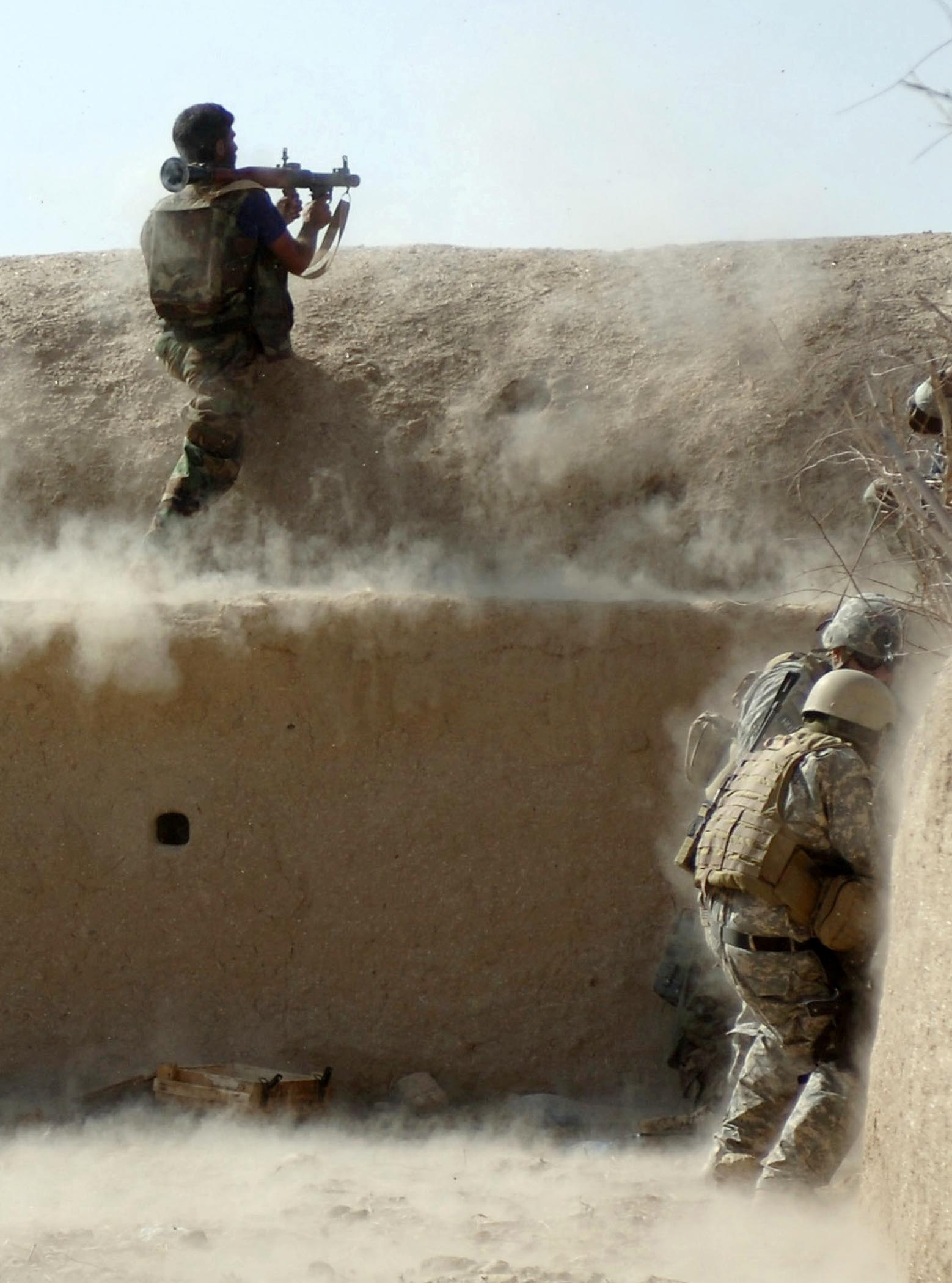
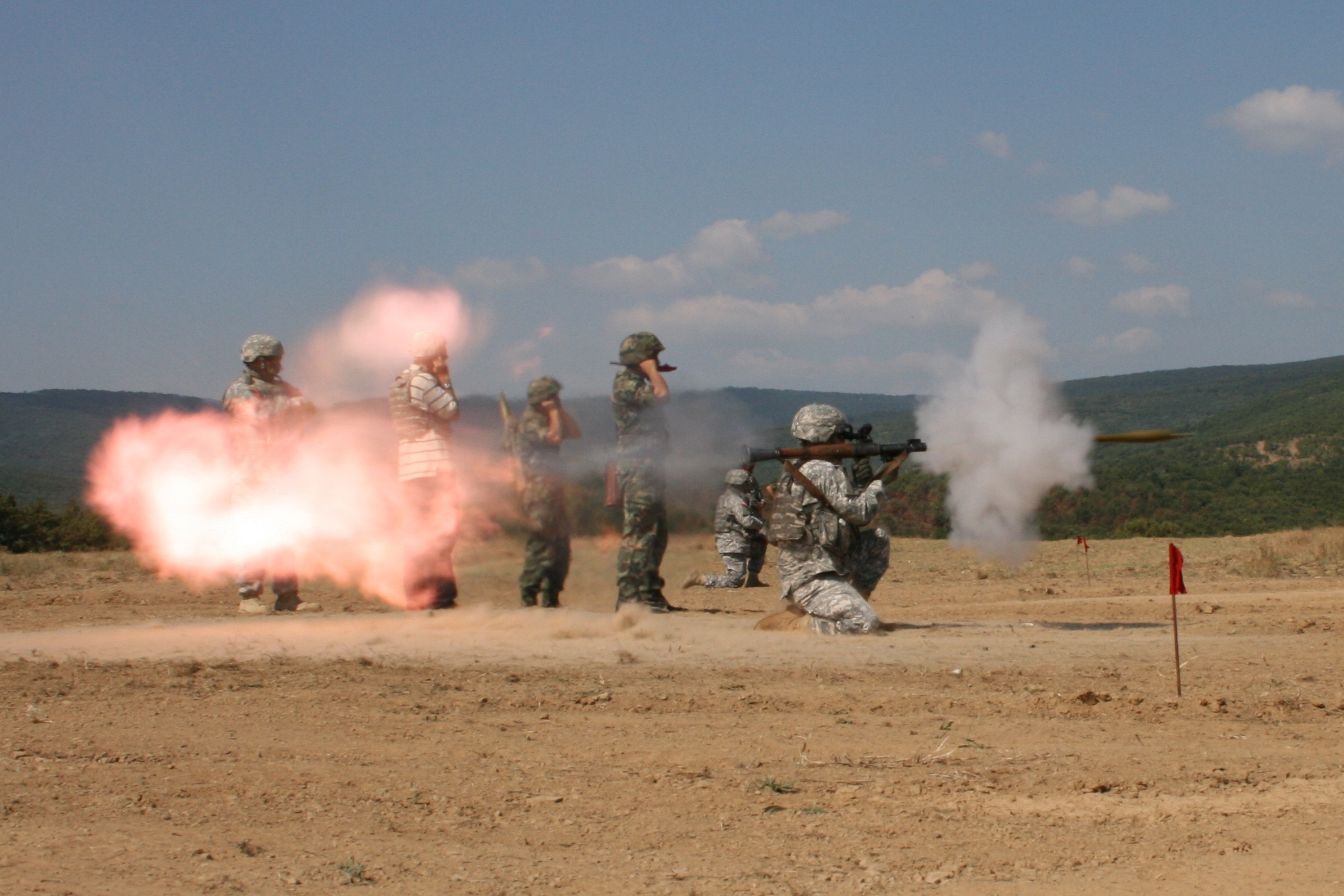
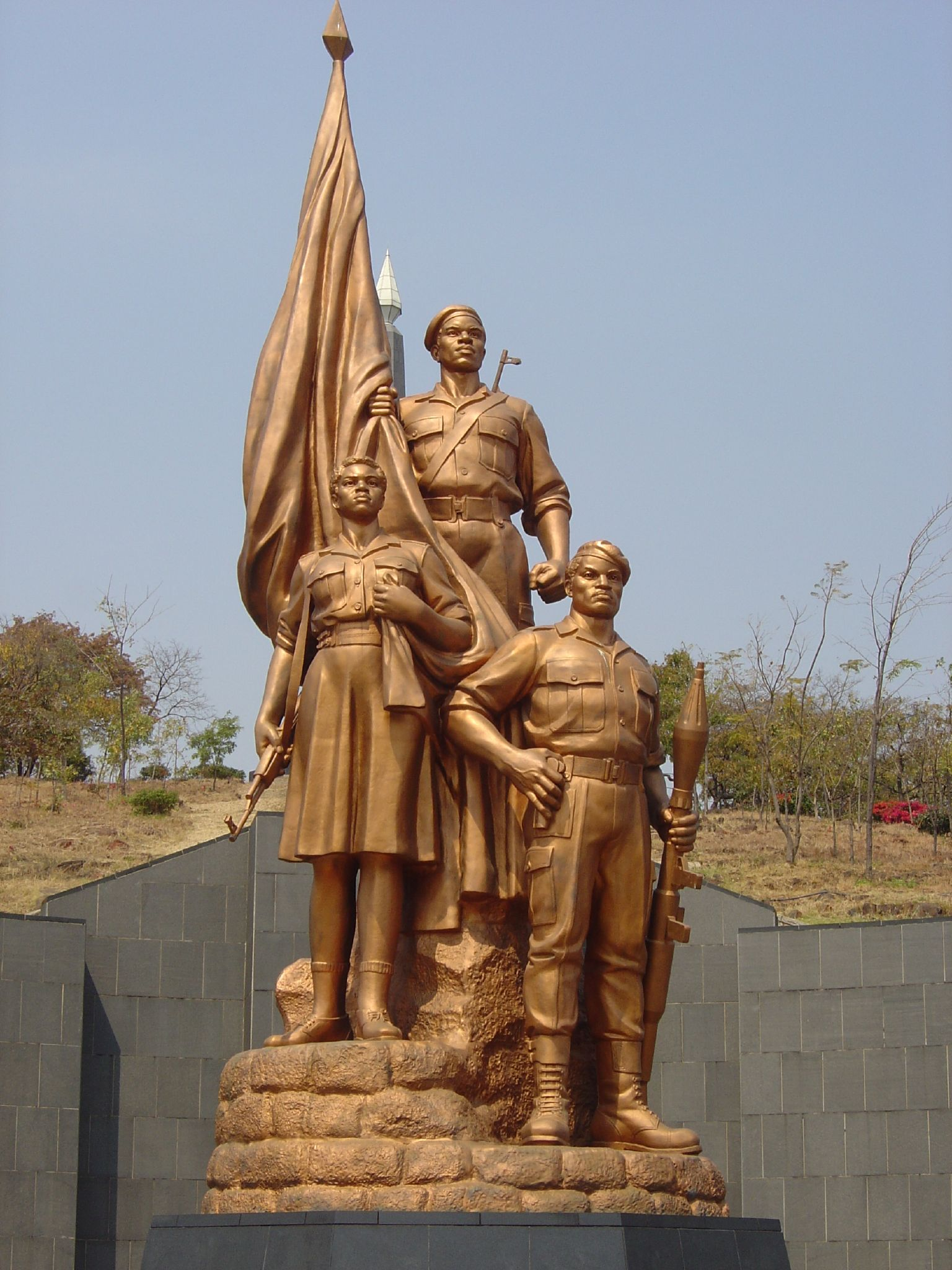

## Сноски
1. ↑  Для выстрела ОГ-7В с УП-7В
2. 1 2  Для выстрела ОГ-7В
3. ↑  Для выстрела ПГ-7ВР

### Книги
- Лови А. А., Кореньков В. В.: Отечественные противотанковые гранатомётные комплексы
- Jane's Infantry Weapons 2010-2011 (англ.) / Jones, Richard D; Ness, Leland S.. — 36th. — Coulsdon: Jane's Information Group Limited, 2010. — 957 p. — ISBN 978 0 7106 2908 1.

### Статьи
- Гранатомёт РПГ-7 — статья в Лентапедии. 2012 год.
- Статья про РПГ-7 + много фото и 2 видео.
- РПГ-7: история, описание, модификации, выстрелы
- Статья про РПГ-7
- Артиллерия партизан. РПГ-7 в локальных вооружённых конфликтах

### Видео
- RPG-7 на YouTube
- Самый мощный боеприпас РПГ. Объёмный взрыв. ТБГ-7 / «Крупнокалиберный Переполох», 9 авг. 2022.